# ペリー郡 (ケンタッキー州)
ペリー郡（英: Perry County）は、アメリカ合衆国ケンタッキー州の南東部に位置する郡である。2010年国勢調査での人口は28,712人であり、2000年の29,390人から2.3%減少した。郡庁所在地はハザード市（人口4,465人）であり、同郡で人口最大の都市でもある。ペリー郡は1821年に設立され、郡名も郡庁所在地であるハザード市の名前も、米英戦争の海軍英雄だったオリバー・ハザード・ペリー提督に因んで名付けられた。

## 地理
アメリカ合衆国国勢調査局に拠れば、郡域全面積は342.64平方マイル (887.4 km2)であり、このうち陸地342.15平方マイル (886.2 km2)、水域は0.49平方マイル (1.3 km2)で水域率は0.14%である。

### 隣接する郡
- ブレシット郡 - 北
- ノット郡 - 北東
- レッチャー郡 - 南東
- ハーラン郡 - 南
- レスリー郡 - 西
- クレイ郡、オウスリー郡 - 北西

## 人口動態
以下は2000年国勢調査による人口統計データである。
| 基礎データ - 人口: 29,390人 - 世帯数: 11,460 世帯 - 家族数: 8,491 家族 - 人口密度: 33人/km2（86人/mi2） - 住居数: 12,741軒 - 住居密度:14軒/km2（37軒/mi2） 人種別人口構成 - 白人: 97.34% - アフリカン・アメリカン: 1.64% - ネイティブ・アメリカン: 0.05% - アジア人: 0.49% - 太平洋諸島系: 0.01% - その他の人種: 0.04% - 混血: 0.43% - ヒスパニック・ラテン系: 0.52% 年齢別人口構成 - 18歳未満: 24.4% - 18-24歳: 9.1% - 25-44歳: 30.7% - 45-64歳: 24.6% - 65歳以上: 11.2% - 年齢の中央値: 36歳 - 性比（女性100人あたり男性の人口） - 総人口: 94.6 - 18歳以上: 91.3 | 世帯と家族（対世帯数） - 18歳未満の子供がいる: 34.2% - 結婚・同居している夫婦: 56.7% - 未婚・離婚・死別女性が世帯主: 13.2% - 非家族世帯: 25.9% - 単身世帯: 23.3% - 65歳以上の老人1人暮らし: 9.3% - 平均構成人数 - 世帯: 2.53人 - 家族: 2.98人 収入と家計 - 収入の中央値 - 世帯: 22,089米ドル - 家族: 26,718米ドル - 性別 - 男性: 31,702米ドル - 女性: 20502米ドル - 人口1人あたり収入: 12,224米ドル - 貧困線以下 - 対人口: 29.1% - 対家族数: 26.1% - 18歳未満: 36.0% - 65歳以上: 20.6% |

## 都市と町
| - ハザード - 郡庁所在地 - エアリ - バックホーン - コームス - シャビーズ | - コーネッツビル - ソール - ビッコー - バイパー |

## 教育

### 公共教育学区
郡内には2つの公共教育学区がある。

#### ペリー郡教育学区
ペリー郡教育学区はハザード市を除く全郡の公共教育を管轄している。学区内には小学校11校、高校2校がある。

#### ハザード独立教育学区
ハザード独立教育学区は基本的にハザード市の公共教育を管轄している。学区内には小学校、中学校、高校各1校がある。

### 私立学校
- ワバコ・クリスチャン・アカデミー[5]
- ハザード・クリスチャン・アカデミー

## メディア
テレビ局は2つあり、1つはケンタッキー州教育テレビのサテライト局である。ラジオはFM局4局、AM局2局から放送されている。新聞は「ハザード・ヘラルド」が発行されている。